# À (слово латинице)
À, à (А-гравис) је комбинација латиничког слова A и гравис дијакритика. Слово се користи у каталонском језику, холандском језику, француском језику, галицијском језику, италијанском језику, малтешком језику, окситанском језику, португалском језику, сардинском језику, шкотском гелском језику, вијетнамском језику и велшком језику. À се такође користи у Пинјин транслитерацији кинеског језика.
У већини језика представља самогласник а. Када означава количину, à значи „свака“: „5 јабука à 1$“ (по један долар). Та употреба се заснива на француском предлогу à и еволуирала је у знак ет (@). À је понекада је део презимена: Thomas à Kempis, Mary Anne à Beckett.

## Употреба у разним језицима

### Француски језик
À се користи у француском језику за диференцијацију хомофона, на пример, у трећем лицу конјугација "[он / она / оно] има" и à "на, у, као и да". 

### Португалски језик
À се у португалском језику користи за представљање контракције одређеног члана А женског рода у једнини са предлогом А.

## Рачунарско кодирање карактера
| Знак                      | À                        | À                        | à                      | à                      |
| ------------------------- | ------------------------ | ------------------------ | ---------------------- | ---------------------- |
| Назив у Уникоду           | ВЕЛИКО ЛАТИНИЧКО СЛОВО À | ВЕЛИКО ЛАТИНИЧКО СЛОВО À | МАЛО ЛАТИНИЧКО СЛОВО À | МАЛО ЛАТИНИЧКО СЛОВО À |
| Врста кодирања            | децимална                | хексадецимална           | децимална              | хексадецимална         |
| Уникод                    | 192                      | U+00C0                   | 224                    | U+00E0                 |
| UTF-8                     | 195 128                  | C3 80                    | 195 160                | C3 A0                  |
| Нумеричка референца знака | &#192;                   | &#xC0;                   | &#224;                 | &#xE0;                 |
| Нумеричка референца знака | &Agrave;                 | &Agrave;                 | &agrave;               | &agrave;               |

Microsoft Windows корисници могу да укуцају "à" притискајући Alt+133 или Alt+0224. Mac OS корисници могу укуцати "à" притиснући ⌥ Option+` онда пустити и притицнути а.